# Historia postal del Reino Unido

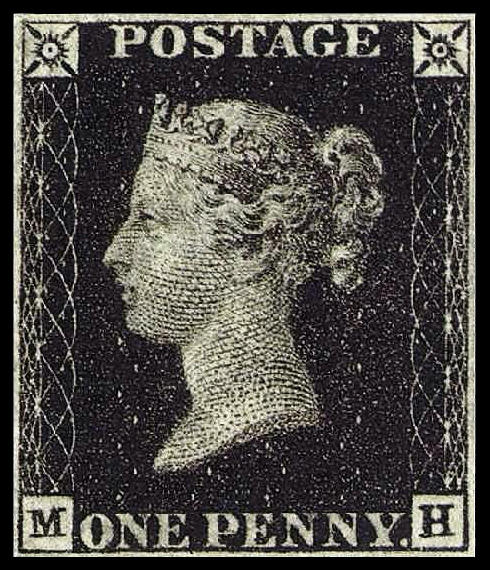
El Penny Black es el primer sello postal del mundo

La historia postal de Gran Bretaña estudia la historia de los sellos postales emitidos por el Reino Unido y sus dependencias históricas hasta la actualidad. La historia postal del Reino Unido es importante por dos aspectos fundamentales: primero, por la introducción de las estampillas en 1840, y segundo, por el establecimiento de un sistema postal eficiente en todo el Imperio británico, sentando las bases de muchos sistemas nacionales que aún existen en la actualidad. Como creador de los sellos postales, Gran Bretaña es el único país que no necesita especificar el país en sus sellos, sino solo la denominación.

## Antecedentes

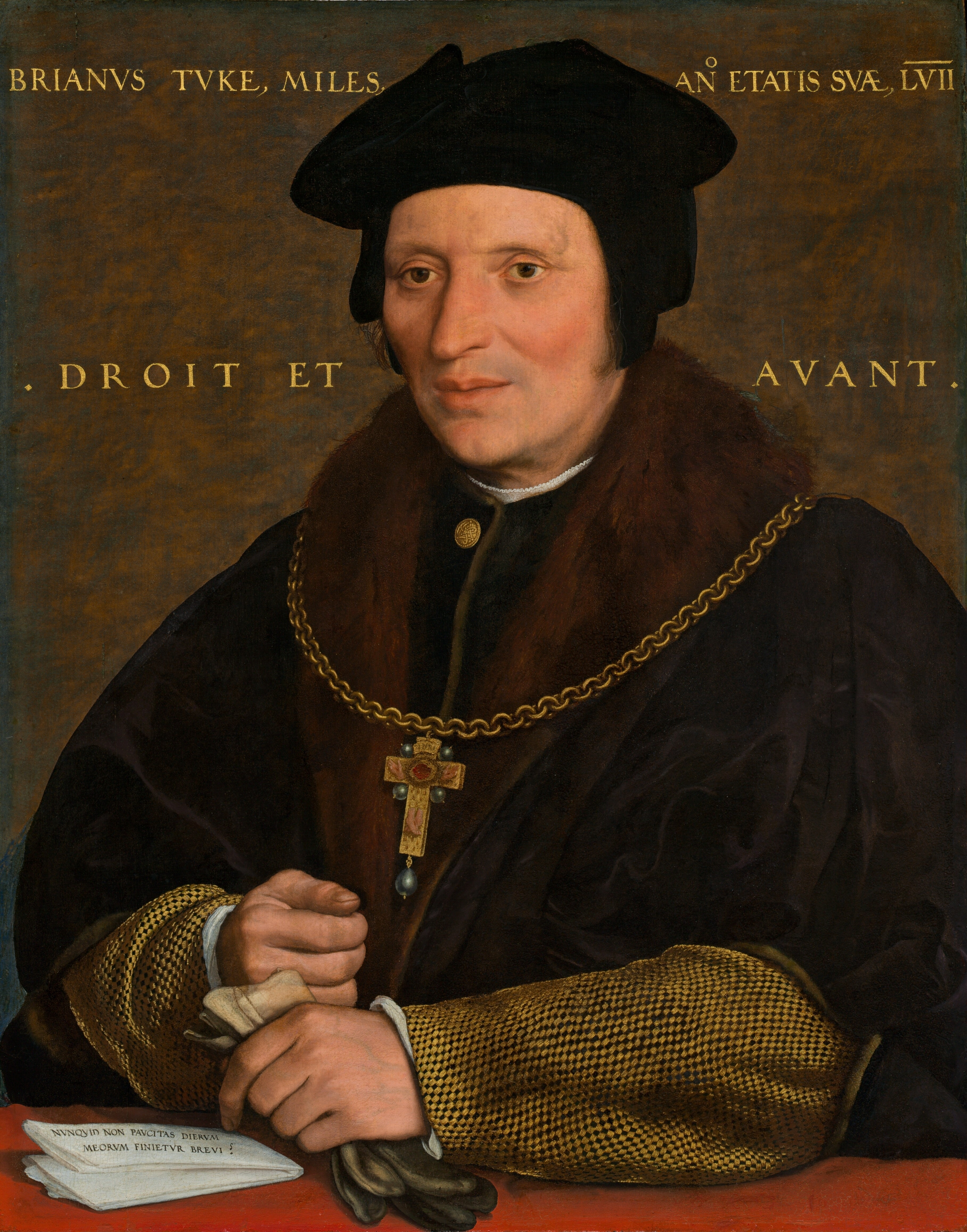
Brian Tuke fue el primer Maestre de las postas

En el siglo XII, Enrique I designó mensajeros para llevar las cartas del gobierno. Se estima que entre 1100 y 1135, estos mensajeros transportaron 4500 cartas. Durante este tiempo, los particulares debían organizarse por sí mismos. Enrique III proporcionó uniformes para los mensajeros, y Eduardo I instituyó oficinas de correos donde los mensajeros podían cambiar de caballo. El reinado de Eduardo II vio la primera marca postal: anotaciones manuscritas que decían Haste. Post haste («De prisa. Enviar de prisa»). Siglos más tarde, durante el reinado de Isabel I, para expresar la extrema urgencia de la entrega, se dibujó una horca sobre la carta, conocida como cartas de horca, y es posible que se añadiera una versión de haste, post haste.
Enrique VIII creó el Royal Mail en 1516, nombrando a Brian Tuke Master of the Postes, mientras que Isabel I nombró a Thomas Randolph Chief Postmaster. Bajo el mandato de Thomas Witherings, jefe de correos de Carlos I, el Royal Mail se puso a disposición del público (1635), con un sistema regular de caminos, casas y personal de correos. Desde entonces y hasta las reformas postales de 1839-1840, lo más común era que el destinatario pagara el franqueo, aunque generalmente era opcional pagarlo por adelantado dentro de las Islas británicas.
En 1661, Carlos II nombró a Henry Bishop como primer Director General de Correos. En respuesta a las quejas de los clientes sobre el retraso de las cartas, Bishop introdujo el sello Bishop (un pequeño círculo con el mes y el día en su interior) aplicado en Londres, en la Oficina General de Correos y en la sección de Extranjeros, y poco después adoptado en Escocia (Edimburgo) e Irlanda (Dublín). En los años siguientes, el sistema postal se expandió de seis carreteras a una red que abarcaba todo el país, y se establecieron oficinas de correos tanto en ciudades grandes como pequeñas, cada una con su propio matasellos.
En 1680, William Dockwra estableció el London Penny Post, un sistema de entrega de correo que entregaba cartas y paquetes que pesaban hasta una libra dentro de la ciudad de Londres y algunos de sus suburbios inmediatos por la suma de un penique.

## Primeros sellos postales
Las grandes reformas postales de 1839 y 1840 fueron impulsadas por Rowland Hill, a quien a menudo se le atribuye la invención del sello postal, como una forma de revertir las constantes pérdidas financieras del Servicio Postal. Hill convenció al Parlamento para que adoptara el «Correo uniforme de cuatro peniques» mediante el cual se cobraba una tarifa fija de 4 peniques por media onza (equivalente a 10 chelines y 8 peniques por libra para envíos más pesados) independientemente de la distancia.
Desde diciembre de 1839, las cartas podían llegar a cualquier dirección del Reino Unido. La tarifa postal plana entró en vigor el 5 de diciembre de 1839, pero solo duró 36 días. Esto tuvo un éxito inmediato, y el 10 de enero de 1840 se puso en marcha el «Servicio postal uniforme de peniques», que cobraba solo 1 penique por cartas prefranqueadas y 2 peniques si la tarifa se cobraba al destinatario. Las tarifas fijas permitían evitar el manejo de dinero para enviar una carta mediante el uso de una etiqueta adhesiva, y en consecuencia, el 6 de mayo, el Penny Black se convirtió en el primer sello postal del mundo en uso.
Tras recibir más de 2000 sugerencias, Rowland Hill eligió el método y la imprenta, y trabajó a base de ensayo y error para lograr el resultado deseado. Decidió contratar a Perkins, Bacon & Petch, «una empresa de impresión de billetes de banco, para realizar el trabajo mediante el proceso de grabado en acero, y la cabeza de la Reina, grabada por William Wyon, para una medalla especial acuñada para celebrar la visita oficial de Su Majestad a la City de Londres el año de su coronación».
El sello se usó originalmente solo dentro del Reino Unido de Gran Bretaña e Irlanda y, como tal, era, en efecto, un sello local. Por esta razón, el nombre del país no se incluyó en el diseño, situación que se mantuvo mediante acuerdo con oficinas de correos extranjeras, siempre que la efigie del soberano apareciera en el sello. Los sobres vendidos con franqueo pagado no lo incluían, por lo que se marcaban con el nombre del país. En 1951, la emisión conmemorativa especial del Festival de Gran Bretaña incluyó, casualmente, el nombre «Britain». Por lo tanto, podría decirse que el nombre del país apareció por primera vez en un sello del Reino Unido, aunque la palabra «British» ya había aparecido en sellos conmemorativos de la Exposición del Imperio Británico de 1924.
Tras su puesta en circulación, se hizo evidente que el negro no era un buen color, ya que las marcas de cancelación eran difíciles de ver. Por ello, a partir de 1841, los sellos se imprimieron en color rojo ladrillo. Los Penny Reds continuaron utilizándose durante décadas, con una producción de aproximadamente 21 000 millones.